# Federação Croata de Hóquei no Gelo
A Federação Croata de Hóquei no Gelo é o órgão que dirige e controla o hóquei no gelo da Croácia, comandando as competições nacionais e a seleção nacional.